# Lijst van voetbalinterlands Denemarken - Finland
Deze lijst van voetbalinterlands is een overzicht van alle officiële voetbalwedstrijden tussen de nationale teams van Denemarken en Finland. De landen speelden tot op heden 60 keer tegen elkaar. De eerste ontmoeting, een vriendschappelijk duel, werd gespeeld in Aarhus op 27 september 1925. Het laatste duel, een kwalificatiewedstrijd voor het Europees kampioenschap voetbal 2024, vond plaats op 10 september 2023 in Helsinki.

## Wedstrijden
| №  | Plaats     | Datum             | Competitie           | Wedstrijd            | Uitslag |
| -- | ---------- | ----------------- | -------------------- | -------------------- | ------- |
| 1  | Aarhus     | 27 september 1925 | Vriendschappelijk    | Denemarken – Finland | 3 – 3   |
| 2  | Helsinki   | 20 juni 1926      | Vriendschappelijk    | Finland – Denemarken | 3 – 2   |
| 3  | Kopenhagen | 13 oktober 1929   | Vriendschappelijk    | Denemarken – Finland | 8 – 0   |
| 4  | Helsinki   | 16 juni 1930      | Vriendschappelijk    | Finland – Denemarken | 1 – 6   |
| 5  | Kopenhagen | 11 oktober 1931   | Vriendschappelijk    | Denemarken – Finland | 2 – 3   |
| 6  | Helsinki   | 30 augustus 1932  | Vriendschappelijk    | Finland – Denemarken | 4 – 2   |
| 7  | Kopenhagen | 8 oktober 1933    | Vriendschappelijk    | Denemarken – Finland | 2 – 0   |
| 8  | Helsinki   | 3 juli 1934       | Vriendschappelijk    | Finland – Denemarken | 2 – 1   |
| 9  | Kopenhagen | 6 oktober 1935    | Vriendschappelijk    | Denemarken – Finland | 5 – 1   |
| 10 | Helsinki   | 30 juni 1936      | Vriendschappelijk    | Finland – Denemarken | 1 – 4   |
| 11 | Kopenhagen | 17 oktober 1937   | Vriendschappelijk    | Denemarken – Finland | 2 – 1   |
| 12 | Helsinki   | 31 augustus 1938  | Vriendschappelijk    | Finland – Denemarken | 2 – 1   |
| 13 | Kopenhagen | 15 juni 1939      | Vriendschappelijk    | Denemarken – Finland | 5 – 0   |
| 14 | Kopenhagen | 17 september 1939 | Vriendschappelijk    | Denemarken – Finland | 8 – 1   |
| 15 | Helsinki   | 1 september 1946  | Vriendschappelijk    | Finland – Denemarken | 2 – 5   |
| 16 | Aarhus     | 5 oktober 1947    | Vriendschappelijk    | Denemarken – Finland | 4 – 1   |
| 17 | Helsinki   | 15 juni 1948      | Vriendschappelijk    | Finland – Denemarken | 0 – 3   |
| 18 | Kopenhagen | 11 september 1949 | Vriendschappelijk    | Denemarken – Finland | 0 – 2   |
| 19 | Helsinki   | 27 augustus 1950  | Vriendschappelijk    | Finland – Denemarken | 1 – 2   |
| 20 | Kopenhagen | 30 september 1951 | Vriendschappelijk    | Denemarken – Finland | 1 – 0   |
| 21 | Helsinki   | 5 oktober 1952    | Vriendschappelijk    | Finland – Denemarken | 2 – 1   |
| 22 | Kopenhagen | 4 oktober 1953    | Vriendschappelijk    | Denemarken – Finland | 6 – 1   |
| 23 | Helsinki   | 13 juni 1954      | Vriendschappelijk    | Finland – Denemarken | 2 – 2   |
| 24 | Kopenhagen | 19 juni 1955      | Vriendschappelijk    | Denemarken – Finland | 2 – 1   |
| 25 | Helsinki   | 16 september 1956 | Vriendschappelijk    | Finland – Denemarken | 0 – 4   |
| 26 | Helsinki   | 18 juni 1957      | Vriendschappelijk    | Finland – Denemarken | 2 – 0   |
| 27 | Kopenhagen | 13 oktober 1957   | Vriendschappelijk    | Denemarken – Finland | 3 – 0   |
| 28 | Helsinki   | 14 september 1958 | Vriendschappelijk    | Finland – Denemarken | 1 – 4   |
| 29 | Kopenhagen | 4 oktober 1959    | Vriendschappelijk    | Denemarken – Finland | 4 – 0   |
| 30 | Kopenhagen | 10 augustus 1960  | Vriendschappelijk    | Denemarken – Finland | 2 – 1   |
| 31 | Kopenhagen | 15 oktober 1961   | Vriendschappelijk    | Denemarken – Finland | 9 – 1   |
| 32 | Helsinki   | 16 september 1962 | Vriendschappelijk    | Finland – Denemarken | 1 – 6   |
| 33 | Kopenhagen | 3 juni 1963       | Vriendschappelijk    | Denemarken – Finland | 1 – 1   |
| 34 | Helsinki   | 6 september 1964  | Vriendschappelijk    | Finland – Denemarken | 2 – 1   |
| 35 | Kopenhagen | 9 juni 1965       | Vriendschappelijk    | Denemarken – Finland | 3 – 1   |
| 36 | Helsinki   | 18 september 1966 | Vriendschappelijk    | Finland – Denemarken | 2 – 1   |
| 37 | Kopenhagen | 22 oktober 1967   | Vriendschappelijk    | Denemarken – Finland | 3 – 0   |
| 38 | Helsinki   | 4 juni 1968       | Vriendschappelijk    | Finland – Denemarken | 1 – 3   |
| 39 | Kopenhagen | 10 september 1969 | Vriendschappelijk    | Denemarken – Finland | 5 – 2   |
| 40 | Helsinki   | 3 juni 1970       | Vriendschappelijk    | Finland – Denemarken | 1 – 1   |
| 41 | Kopenhagen | 8 september 1971  | Vriendschappelijk    | Denemarken – Finland | 0 – 0   |
| 42 | Kopenhagen | 7 juni 1972       | Vriendschappelijk    | Denemarken – Finland | 3 – 0   |
| 43 | Oulu       | 6 juni 1974       | Vriendschappelijk    | Finland – Denemarken | 1 – 1   |
| 44 | Kopenhagen | 25 juni 1975      | Vriendschappelijk    | Denemarken – Finland | 2 – 0   |
| 45 | Helsinki   | 22 juni 1977      | Vriendschappelijk    | Finland – Denemarken | 1 – 2   |
| 46 | Mikkeli    | 29 augustus 1979  | Vriendschappelijk    | Finland – Denemarken | 0 – 0   |
| 47 | Kopenhagen | 26 september 1979 | Vriendschappelijk    | Denemarken – Finland | 1 – 0   |
| 48 | Tampere    | 12 augustus 1981  | Vriendschappelijk    | Finland – Denemarken | 1 – 2   |
| 49 | Kopenhagen | 11 augustus 1982  | Vriendschappelijk    | Denemarken – Finland | 3 – 2   |
| 50 | Kopenhagen | 29 oktober 1986   | EK 1988 kwalificatie | Denemarken – Finland | 1 – 0   |
| 51 | Helsinki   | 29 april 1987     | EK 1988 kwalificatie | Finland – Denemarken | 0 – 1   |
| 52 | Ta' Qali   | 10 februari 1989  | Vriendschappelijk    | Finland – Denemarken | 0 – 0   |
| 53 | Kopenhagen | 17 augustus 1994  | Vriendschappelijk    | Denemarken – Finland | 1 – 1   |
| 54 | Helsinki   | 31 mei 1995       | Vriendschappelijk    | Finland – Denemarken | 2 – 1   |
| 55 | Kopenhagen | 20 augustus 2003  | Vriendschappelijk    | Denemarken – Finland | 1 – 1   |
| 56 | Tampere    | 2 juni 2005       | Vriendschappelijk    | Finland – Denemarken | 0 – 1   |
| 57 | Esbjerg    | 15 november 2011  | Vriendschappelijk    | Denemarken – Finland | 2 – 1   |
| 58 | Kopenhagen | 12 juni 2021      | EK 2020              | Denemarken – Finland | 0 − 1   |
| 59 | Kopenhagen | 23 maart 2023     | EK 2024 kwalificatie | Denemarken − Finland | 3 − 1   |
| 60 | Helsinki   | 10 september 2023 | EK 2024 kwalificatie | Finland − Denemarken | 0 − 1   |

## Samenvatting
| Competitie        | Totaal gespeeld | Winst Denemarken | Gelijk | Winst Finland | Doelsaldo Denemarken – Finland |
| ----------------- | --------------- | ---------------- | ------ | ------------- | ------------------------------ |
| EK-eindronde      | 1               | 0                | 0      | 1             | 0 − 1                          |
| EK-kwalificatie   | 4               | 4                | 0      | 0             | 6 − 1                          |
| Vriendschappelijk | 55              | 36               | 9      | 10            | 148 − 58                       |
| Totaal            | 60              | 40               | 9      | 11            | 154 − 60                       |

Wedstrijden bepaald door strafschoppen worden, in lijn met de FIFA, als een gelijkspel gerekend.

## Details

### 40ste ontmoeting
| Vriendschappelijk (Helsinki, Finland, 3 juni 1970): |       |                   |
| Finland                                             | 1 – 1 | Denemarken        |
| Arto Tolsa 58'                                      | goals | 48' Keld Pedersen |

### 41ste ontmoeting
| Vriendschappelijk (Kopenhagen, Denemarken, 8 september 1971): |       |         |
| Denemarken                                                    | 0 – 0 | Finland |
|                                                               | goals |         |

### 43ste ontmoeting
| Vriendschappelijk (Oulu, Finland, 6 juni 1974 ): |       |                       |
| Finland                                          | 1 – 1 | Denemarken            |
| Matti Paatelainen 71'                            | goals | 42' Bjarne Pettersson |

### 48ste ontmoeting
| Vriendschappelijk (Tampere, Finland, 12 augustus 1981): |              | |
| Finland | 1 – 2        | Denemarken |
| Ari Valvee 17' | goals        | 27' John Lauridsen 84' Henrik Eigenbrod |
| Esko Malm | bondscoach   | Sepp Piontek |
| Olavi Huttunen Aki Lahtinen Juha Dahllund Reijo Vaittinen Jyrki Nieminen Leo Houtsonen Jukka Ikäläinen Seppo Pyykkö 46' Peter Utriainen 63' Keijo Kousa Ari Valvee 68' | opstellingen | Ole Kjær Ole Madsen Henrik Eigenbrod Per Røntved Frank Olsen Jens Jørn Bertelsen 88' John Lauridsen 60' Allan Hansen 70' Vilhelm Munk Lars Lundkvist 80' Ole Rasmussen |
| Hannu Turunen 46' Kari Virtanen 63' Pasi Jaakonsaari 68' | wissels      | 60' Michael Manniche 70' Ulrich Thychosen 80' Michael Schäfer 88' Steen Hansen                                                                                         |
| - Debuut van John Lauridsen (Esbjerg fB), Steen Hansen (Hvidovre IF), Michael Manniche (Hvidovre IF) en Vilhelm Munk (Odense BK) voor Denemarken.                      |              | |

### 49ste ontmoeting
| Vriendschappelijk (Kopenhagen, Denemarken, 11 augustus 1982):                                                                                            |              | |
| Denemarken | 3 – 2        | Finland |
| Lars Bastrup 4' Søren Lerby 66' Søren Busk 72' | goals        | 8' Ari Valvee 37' Hannu Turunen |
| Sepp Piontek | bondscoach   | Martti Kuusela |
| Ole Qvist John Sivebæk Søren Busk Per Røntved Ole Madsen Allan Simonsen 79' Jens Jørn Bertelsen Søren Lerby Lars Bastrup Lars Lundkvist 46' Jesper Olsen | opstellingen | Olavi Huttunen Ilkka Remes Pauno Kymäläinen Aki Lahtinen Esa Pekonen Hannu Turunen Jukka Ikäläinen Jari Parikka Juhani Himanka Atik Ismail 77' Ari Valvee |
| Michael Laudrup 46' Kim Ziegler 79' | wissels      | 77' Keijo Kousa |

### 50ste ontmoeting
| EK 1988 kwalificatie (Kopenhagen, Denemarken, 29 oktober 1986):                                                                                               |              | |
| Denemarken | 1 – 0        | Finland |
| Jens Jørn Bertelsen 68' | goals        | |
| Sepp Piontek | bondscoach   | Martti Kuusela |
| Troels Rasmussen John Sivebæk Søren Busk Morten Olsen Ivan Nielsen Søren Lerby Jens Jørn Bertelsen Jan Mølby Frank Arnesen 76' Claus Nielsen 80' John Eriksen | opstellingen | Kari Laukkanen Esa Pekonen Jukka Ikäläinen Jari Europaeus Erkka Petäjä Petri Tiainen 70' Markus Törnvall Kari Ukkonen Jari Rantanen 77' Mika Lipponen Ari Hjelm |
| Henrik Andersen 76' Steen Thychosen 80' | wissels      | 70' Pasi Tauriainen 77' Ari Jalasvaara |
| | gele kaarten | ??' Kari Ukkonen ??' Esa Pekonen |
| - Debuut van Claus Nielsen (Brøndby IF) voor Denemarken. |              | |

### 51ste ontmoeting
| EK 1988 kwalificatie (Helsinki, Finland, 29 april 1987): |              | |
| Finland | 0 – 1        | Denemarken |
| | goals        | 53' Jan Mølby |
| Martti Kuusela | bondscoach   | Sepp Piontek |
| Kari Laukkanen Aki Lahtinen Jukka Ikäläinen Jari Europaeus Erkka Petäjä Esa Pekonen Kari Ukkonen Jari Rantanen Ismo Lius Mika Lipponen 66' Petri Tiainen 66' | opstellingen | Troels Rasmussen Jan Heintze Morten Olsen Søren Busk Ivan Nielsen Jens Jørn Bertelsen Jan Mølby 42' Søren Lerby Frank Arnesen 78' Klaus Berggreen John Eriksen |
| Ari Hjelm 66' Ari Valvee 66' | wissels      | 42' Lars Lunde 78' John Sivebæk |
| | gele kaarten | ??' Jan Mølby |
| - Debuut van Jan Heintze (PSV Eindhoven) voor Denemarken. |              | |

### 52ste ontmoeting
| Vriendschappelijk (Ta' Qali, Malta, 10 februari 1989): |              | |
| Finland | 0 – 0        | Denemarken |
| | goals        | |
| Sepp Piontek | bondscoach   | Jukka Vakkila |
| Peter Schmeichel Kent Nielsen Lars Olsen Johnny Hansen Henrik Larsen Johnny Hansen 68' Johnny Mølby Brian Laudrup Ulrik Moseby Bent Christensen Hans Erfurt | opstellingen | Kari Laukkanen 86' Jarmo Alatensiö Ari Heikkinen Jari Europaeus Erkka Petäjä 72' Anders Roth Erik Holmgren Kari Ukkonen Markku Kanerva 90' Tommi Paavola Ismo Lius |
| Lars Elstrup 68' | wissels      | 72' Kimmo Tarkkio 86' Jyrki Hännikäinen 90' Jyrki Huhtamäki |
| - Debuut van Johnny Hansen (Ikast FS) voor Denemarken. |              | |

### 56ste ontmoeting
| Vriendschappelijk (Tampere, Finland, 2 juni 2005): |       |                         |
| Finland | 0 – 1 | Denemarken              |
| | goals | 90' Michael Silberbauer |
| - Debuut van Jesper Christiansen (Viborg FF), Daniel Agger (Brøndby IF), Allan Jepsen (AaB), Søren Larsen (Djurgårdens IF) en Rasmus Würtz (AaB) voor Denemarken. |       |                         |

### 57ste ontmoeting
| Vriendschappelijk (Esbjerg, Denemarken, 15 november 2011): |       |                        |
| Denemarken                                                 | 2 – 1 | Finland                |
| Daniel Agger 57' Nicklas Bendtner 59'                      | goals | 18' Aleksej Jerjomenko |

DBU · A-internationals · Selecties · Bondscoaches · Deens vrouwenelftal · Olympisch elftal · Denemarken U21 · Denemarken U20 · Denemarken U19 · Denemarken U18 · Denemarken U17 · Denemarken U16 · Vrouwen U17
1908 – 1919 ·
1920 – 1929 ·
1930 – 1939 ·
1940 – 1949 ·
1950 – 1959 ·
1960 – 1969 ·
1970 – 1979 ·
1980 – 1989 ·
1990 – 1999 ·
2000 – 2009 ·
2010 – 2019 ·
2020 − 2029
EK's: 1964 · 
1984 · 
1988 · 
1992 · 
1996 · 
2000 · 
2004 · 
2012 · 
2020 · 
2024
WK's: 1986 · 
1998 · 
2002 · 
2010 · 
2018 · 
2022
OS: 1908 · 
1912 · 
1920 · 
1948 · 
1952 · 
1960 · 
1972 · 
1992 · 
2016
1908 · 
1909 · 
1910 · 
1911 · 
1912 · 
1913 · 
1914 · 
1915 · 
1916 · 
1917 · 
1918 · 
1919 · 
1920 · 
1921 · 
1922 · 
1923 · 
1924 · 
1925 · 
1926 · 
1927 · 
1928 · 
1929 · 
1930 · 
1931 · 
1932 · 
1933 · 
1934 · 
1935 · 
1936 · 
1937 · 
1938 · 
1939 · 
1940 · 
1941 · 
1942 · 
1943 · 
1944 · 
1946 · 
1947 · 
1948 · 
1949 · 
1950 · 
1952 · 
1952 · 
1953 · 
1954 · 
1955 · 
1956 · 
1957 · 
1958 · 
1959 · 
1960 · 
1961 · 
1962 · 
1963 · 
1964 · 
1965 · 
1966 · 
1967 · 
1968 · 
1969 · 
1970 · 
1971 · 
1972 · 
1973 · 
1974 · 
1975 · 
1976 · 
1977 · 
1978 · 
1979 · 
1980 · 
1981 · 
1982 · 
1983 · 
1984 · 
1985 · 
1986 · 
1987 · 
1988 · 
1989 · 
1990 ·
1991 · 
1992 · 
1993 · 
1994 · 
1995 · 
1996 · 
1997 · 
1998 · 
1999 · 
2000 · 
2001 · 
2002 · 
2003 · 
2004 · 
2005 · 
2006 · 
2007 · 
2008 · 
2009 · 
2010 · 
2011 · 
2012 · 
2013 · 
2014 · 
2015 · 
2016 · 
2017 · 
2018 ·
2019 ·
2020 ·
2021 ·
2022 ·
2023
Albanië ·
Algerije ·
Argentinië ·
Armenië ·
Australië ·
België ·
Bermuda ·
Bosnië en Herzegovina · 
Brazilië ·
Bulgarije ·
Canada ·
Chili ·
Cyprus ·
DDR ·
Duitsland ·
Ecuador ·
Egypte ·
Engeland ·
Estland ·
Faeröer · 
Finland · 
Frankrijk ·
Gambia ·
Georgië ·
Ghana ·
Gibraltar ·
GOS ·
Griekenland ·
Honduras ·
Hongarije ·
Hongkong ·
Ierland ·
IJsland ·
Indonesië ·
Iran ·
Israël ·
Italië ·
Japan ·
Joegoslavië ·
Kameroen ·
Kazachstan ·
Kosovo · 
Kroatië · 
Letland ·
Liechtenstein ·
Litouwen ·
Luxemburg ·
Malta ·
Marokko ·
Mexico ·
Moldavië · 
Montenegro · 
Nederland ·
Nederlandse Antillen ·
Nigeria ·
Noord-Ierland ·
Noord-Macedonië ·
Noorwegen ·
Oekraïne ·
Oostenrijk ·
Panama ·
Paraguay ·
Peru ·
Polen ·
Portugal ·
Roemenië ·
Rusland ·
San Marino ·
Saoedi-Arabië ·
Schotland ·
Senegal ·
Servië ·
Singapore ·
Slovenië ·
Slowakije ·
Sovjet-Unie ·
Spanje ·
Suriname ·
Thailand ·
Togo · 
Tsjechië ·
Tsjecho-Slowakije ·
Tunesië · 
Turkije · 
Uruguay ·
Verenigde Arabische Emiraten ·
Verenigde Staten ·
Wales ·
Wit-Rusland ·
Zuid-Afrika ·
Zuid-Korea ·
Zweden ·
Zwitserland
Argentinië (1995) · 
Australië (2018) ·
Australië (2022) · 
België (2021) · 
Duitsland (1992) · 
Duitsland (2012) · 
Engeland (2021) · 
Finland (2021) · 
Frankrijk (2002) · 
Frankrijk (2018) · 
Japan (2010) · 
Kameroen (2010) · 
Kroatië (2018) · 
Nederland (2010) · 
Nederland (2012) · 
Peru (2018) · 
Portugal (2012) · 
Rusland (2021) · 
Senegal (2002) · 
Tsjechië (2021) · 
Uruguay (2002) · 
Wales (2021)
Finse voetbalbond · A-internationals · Bondscoaches · Statistieken · Fins vrouwenelftal · Olympisch elftal · Finland U21 · Finland U20 · Finland U19 · Finland U18 · Finland U17 · Finland U16
1911 – 1919 ·
1920 – 1929 ·
1930 – 1939 ·
1940 – 1949 ·
1950 – 1959 ·
1960 – 1969 ·
1970 – 1979 ·
1980 – 1989 ·
1990 – 1999 ·
2000 – 2009 ·
2010 – 2019 ·
2020 − 2029
EK 2020
OS 1912 ·
OS 1936 ·
OS 1952 ·
OS 1980
1911 · 
1912 · 
1913 · 
1914 · 
1915 · 1916 · 1917 · 1918 · 
1919 · 
1920 · 
1921 · 
1922 · 
1923 · 
1924 · 
1925 · 
1926 · 
1927 · 
1928 · 
1929 · 
1930 · 
1931 · 
1932 · 
1933 · 
1934 · 
1935 · 
1936 · 
1937 · 
1938 · 
1939 · 
1940 · 
1941 · 
1942 · 
1943 · 
1944 · 
1945 · 
1946 · 
1947 · 
1948 · 
1949 · 
1950 · 
1952 · 
1952 · 
1953 · 
1954 · 
1955 · 
1956 · 
1957 · 
1958 · 
1959 · 
1960 · 
1961 · 
1962 · 
1963 · 
1964 · 
1965 · 
1966 · 
1967 · 
1968 · 
1969 · 
1970 · 
1971 · 
1972 · 
1973 · 
1974 · 
1975 · 
1976 · 
1977 · 
1978 · 
1979 · 
1980 · 
1981 · 
1982 · 
1983 · 
1984 · 
1985 · 
1986 · 
1987 · 
1988 · 
1989 · 
1990 · 
1991 · 
1992 · 
1993 · 
1994 · 
1995 · 
1996 · 
1997 · 
1998 · 
1999 · 
2000 · 
2001 · 
2002 · 
2003 · 
2004 · 
2005 · 
2006 · 
2007 · 
2008 · 
2009 · 
2010 · 
2011 · 
2012 · 
2013 · 
2014 · 
2015 · 
2016 · 
2017 · 
2018 ·
2019 ·
2020
Albanië ·
Algerije ·
Andorra ·
Armenië ·
Azerbeidzjan ·
Bahrein ·
Barbados ·
België ·
Bermuda ·
Bolivia ·
Bosnië en Herzegovina ·
Brazilië ·
Bulgarije ·
Canada ·
Chili ·
China ·
Colombia ·
Costa Rica ·
Cyprus ·
Denemarken ·
DDR ·
(West-)Duitsland ·
Ecuador ·
Egypte ·
Engeland ·
Estland ·
Faeröer ·
Frankrijk ·
Georgië ·
Griekenland ·
Honduras ·
Hongarije ·
Ierland ·
IJsland ·
India ·
Irak ·
Israël ·
Italië ·
Japan ·
Jemen ·
Joegoslavië ·
Jordanië ·
Kameroen ·
Kazachstan ·
Koeweit ·
Kosovo ·
Kroatië ·
Letland ·
Liechtenstein ·
Litouwen ·
Luxemburg ·
Maleisië ·
Malta ·
Marokko ·
Mexico ·
Moldavië ·
Montenegro ·
Nederland ·
Noord-Ierland ·
Noord-Korea ·
Noord-Macedonië ·
Noorwegen ·
Oekraïne · 
Oman ·
Oostenrijk ·
Peru ·
Polen ·
Portugal ·
Qatar ·
Roemenië ·
Rusland ·
San Marino ·
Saoedi-Arabië ·
Schotland ·
Servië ·
Servië en Montenegro ·
Singapore ·
Slovenië ·
Slowakije ·
Sovjet-Unie ·
Spanje ·
Thailand ·
Trinidad en Tobago ·
Tsjechië ·
Tsjecho-Slowakije ·
Tunesië ·
Turkije ·
Uruguay ·
Verenigde Arabische Emiraten ·
Verenigde Staten ·
Wales ·
Wit-Rusland ·
Zuid-Korea ·
Zweden ·
Zwitserland
België (2021) · 
Denemarken (2021) · 
Rusland (2021)